# Барронетт (Вісконсин)
Барронетт (англ. Barronett) — місто (англ. town) в США, в окрузі Вошберн штату Вісконсин. Населення — 461 особа (2020).

## Демографія
Згідно з переписом 2010 року, у місті мешкали 442 особи в 173 домогосподарствах у складі 125 родин. Було 231 помешкання
Расовий склад населення:
| - 97,3 % — білих - 1,4 % — корінних американців - 0,2 % — азіатів |

До двох чи більше рас належало 1,1 %. Частка іспаномовних становила 2,5 % від усіх жителів.
За віковим діапазоном населення розподілялося таким чином: 22,2 % — особи молодші 18 років, 64,2 % — особи у віці 18—64 років, 13,6 % — особи у віці 65 років та старші. Медіана віку мешканця становила 42,0 року. На 100 осіб жіночої статі у місті припадало 121,0 чоловіків;  на 100 жінок у віці від 18 років та старших — 119,1 чоловіків також старших 18 років.
Середній дохід на одне домашнє господарство  становив 71 412 долари США (медіана — 55 000), а середній дохід на одну сім'ю — 81 354 долари (медіана — 63 500). Медіана доходів становила 45 625 доларів для чоловіків та 35 417 доларів для жінок. За межею бідності перебувало 7,6 % осіб, у тому числі 16,5 % дітей у віці до 18 років та 7,3 % осіб у віці 65 років та старших.
Цивільне працевлаштоване населення становило 230 осіб. Основні галузі зайнятості: виробництво — 18,7 %, освіта, охорона здоров'я та соціальна допомога — 18,7 %, сільське господарство, лісництво, риболовля — 17,4 %.